# Ferrari F40
Der Ferrari F40 ist ein Supersportwagen, den der italienische Sportwagenhersteller Ferrari von 1987 bis 1992 baute. Rennsporttechnik wie etwa Karosserieteile aus kohlenstofffaserverstärktem Kunststoff kam zum Einsatz. Enzo Ferrari persönlich trieb 1986 dieses Projekt zum 40-jährigen Firmenjubiläum an, daher auch die Bezeichnung. Der F40 war als bis dahin schnellster und stärkster Ferrari für den Straßeneinsatz technisch und optisch ein besonderes Modell und der letzte Ferrari, der unter der Regie von Enzo Ferrari entwickelt wurde.
Auch wenn als Leistung offiziell immer 352 kW/478 PS bei 7000/min angegeben wurde, gibt es unterschiedliche Versionen, wie die europäische Version mit/ohne Katalysatoren und die US-Version, die sich im Drehmomentverlauf unterscheiden, auch in der Getriebeübersetzung gibt es Unterschiede. Die wahre Leistung variiert, so wurden zum Beispiel bei einem Testwagen 530 PS am Prüfstand gemessen.
Rennausführungen wurden von Michelotto in Padua entwickelt und von 1989 an gebaut. Diese Fahrzeuge wurden in verschiedenen Rennserien eingesetzt. Über deren Anzahl gibt es widersprüchliche Angaben, laut Ferrari-Homepage wurden vom F40 LM/Competizione „insgesamt rund zehn Exemplare gefertigt“, dort werden als Trockengewicht 1040 kg und als Höchstleistung 515 kW (700 PS) angegeben. Im Jahr 2025 wurde eines dieser F40 LM bei einer Auktion in den USA für mehr als 11 Mio. US-Dollar versteigert.

## Entwicklungsgeschichte

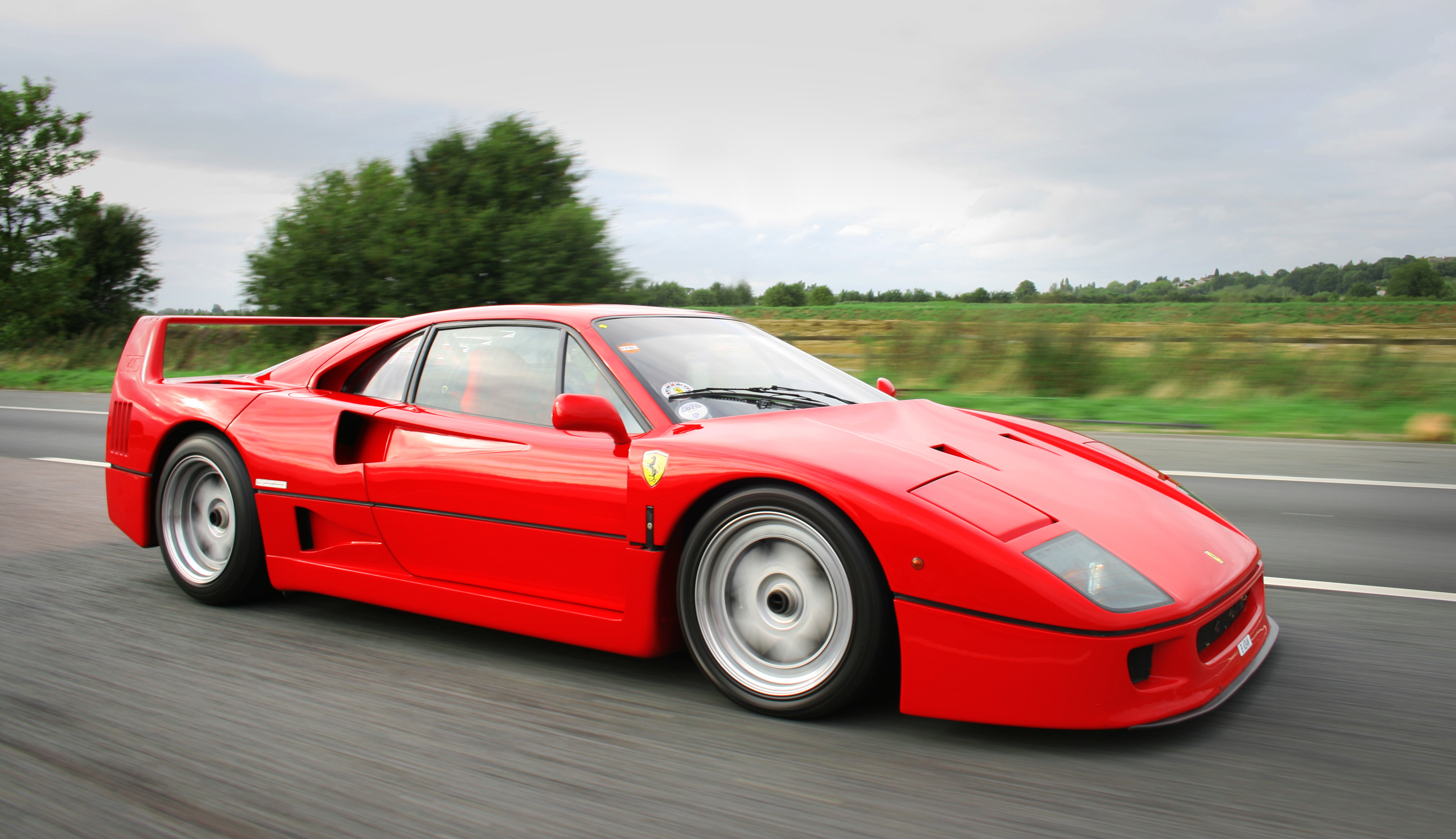
Ferrari F40

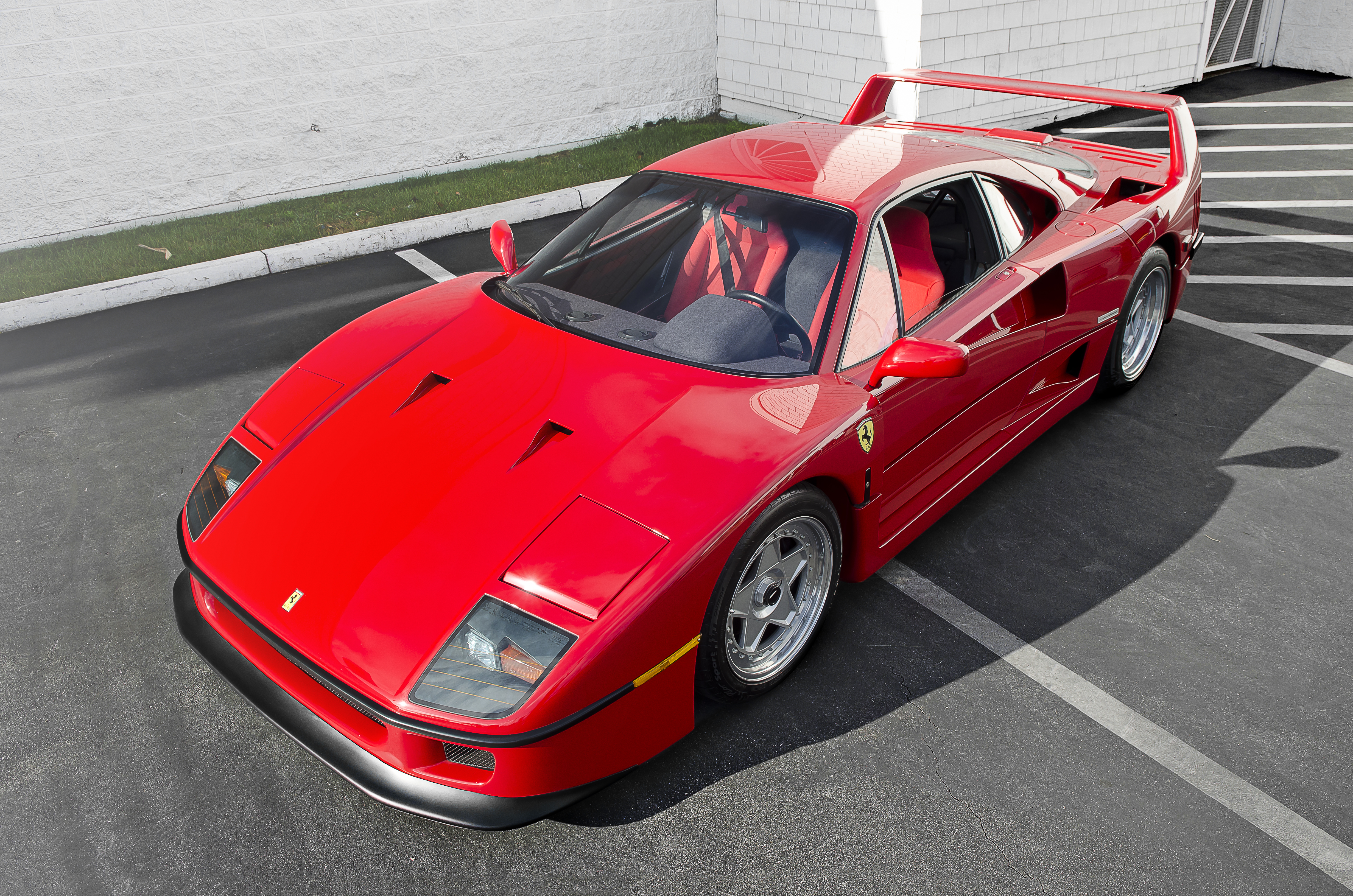
Ferrari F40

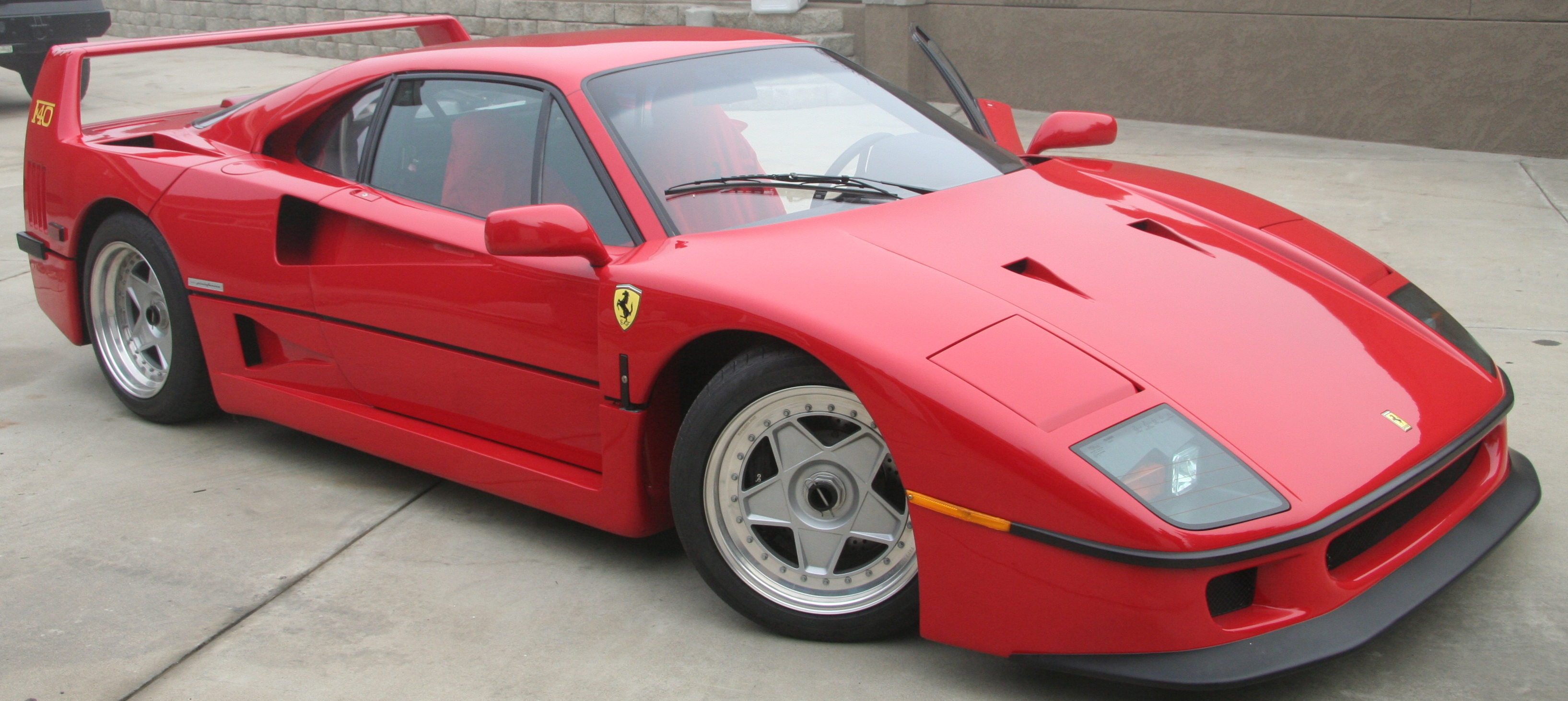
Ferrari F40 (1990)

Im Sommer 1987 wurde der F40 vorgestellt. Der Wagen basierte auf dem Chassis des GTO Evoluzione, einer für den Rennsport weiterentwickelten Variante des 288 GTO. Die Motorleistung war offiziell auf nun 351,5 kW (478 PS) gesteigert worden, die Höchstgeschwindigkeit wurde mit 324 km/h angegeben.
Pininfarina hatte die Karosserie entworfen, die fast wie die eines Rennwagens wirkte. Über den ganzen Wagen waren NACA-Öffnungen und am Heck Auslasskanäle verteilt. Kennzeichnend für das Auto war der große Heckflügel, dazu hatte der F40 wie mehrere andere Ferrari-Modelle dieser Zeit Klappscheinwerfer. Lichthupe und die Blinker saßen gemeinsam im Vorbau der Karosserie links und rechts hinter großen Glasabdeckungen.
Laut Werksangaben beschleunigte der F40 in 4,1 s von 0–100 km/h, in 12 s von 0–200 km/h und brauchte 21 s für 1 km mit stehendem Start. Ermöglicht wurden diese Fahrleistungen auch durch das verhältnismäßig geringe Leergewicht von 1254 kg, wodurch das Leistungsgewicht mit 3,56 kg/kW (2,62 kg/PS) für ein Straßenfahrzeug sehr niedrig war. Auf der hauseigenen Teststrecke in Fiorano gab Ferrari eine Rundenzeit von 1:29,6 Minuten an, 6,4 Sekunden weniger als für den Vorgänger 288 GTO.
Der mit einem Motorblock und Zylinderköpfen aus Aluminium gefertigte turbogeladene V-Motor mit acht Zylindern und 2936 cm³ Hubraum leistet maximal 352 kW bei einer Nenndrehzahl von 7000/min. Bei früheren Modellen liegt das maximale Drehmoment von 576 Nm bei 4000/min an, das maximale Drehmoment von 575 Nm späterer Modelle erst bei 4500/min. Zwei Nockenwellen je Zylinderkopf wurden über Zahnriemen angetrieben und steuerten vier Ventile pro Zylinder. Das Verdichtungsverhältnis lag bei 7,8 : 1, einem für aufgeladene Motoren üblichen Wert. Die beiden japanischen IHI-Turbolader lieferten maximal 1,1 bar Druck. Die Ladeluftkühler kamen von Behr.
Der F40 wurde für 444.000 DM (heute ca. 480.000 Euro) ausschließlich an ausgewählte Interessenten verkauft. Dazu gehörten in erster Linie langjährige Ferrari-Kunden sowie Prominente.
Ursprünglich sollten von diesem Fahrzeug nur 450 Exemplare gebaut werden. Diese erste Ausführung ist an den seitlichen Schiebefenstern zu erkennen, die Produktion wurde danach auf normale Kurbelfenster umgestellt. Wegen der unerwartet hohen Nachfrage wurden insgesamt 1315 Fahrzeuge produziert, davon allein 900 Stück im ersten Jahr 1988. Zwei wurden in Schwarz ausgeliefert, weniger als zehn in Gelb. Einen Wagen in Weiß kaufte der Sultan von Brunei. Ein F40 kam allerdings nie auf den Markt, sondern erhielt direkt nach der Produktion einen Platz im Ferrari-Museum.
Der F40 profitierte sehr vom Wertzuwachs aller Ferrari-Fahrzeuge nach dem Tod Enzo Ferraris am 14. August 1988. Während selbst für ältere und kleinere Ferrari-Modelle Rekordsummen gefordert und auch bezahlt wurden, erzielte der F40 geradezu utopische Preise. 1989 wurde ein F40 für 3,2 Millionen Mark verkauft. Nach heutiger Kaufkraft und inflationsbereinigt entspricht das 3,35 Millionen Euro. Um derartigen Spekulationen zukünftig vorzubeugen, regelte Ferrari bei den Nachfolgemodellen die Bedingungen für einen Weiterverkauf der Fahrzeuge bereits im Kaufvertrag.
Nach dem F40 brachte Ferrari für mehrere Jahre keinen Supersportwagen auf den Markt. Erst 1995 erschien das nächste Modell, der F50.

## Testwerte
Test in Auto, Motor und Sport 02/1989
- 0–80 km/h 3,8 s
- 0–100 km/h 4,6 s
- 0–120 km/h 5,6 s
- 0–160 km/h 8,1 s
- 0–180 km/h 9,3 s
- 0–200 km/h 11,0 s
- Gewicht (vollgetankt mit 120 l): 1254 kg
- 1000 m mit stehendem Start 21,0 s
- Höchstgeschwindigkeit 321 km/h

Die Tester merkten an, dass die Traktion des F40 trotz seiner 335 mm breiten Hinterreifen in den ersten beiden Gängen unzureichend sei, was den vergleichsweise schwachen Beschleunigungswert bis 100 km/h erklärt. Im oberen Geschwindigkeitsbereich konnte der F40 sein überlegenes Leistungsgewicht allerdings deutlich ausspielen: So beschleunigt der F40 in lediglich 6,4 s von 100 auf 200 km/h.

## Technische Daten

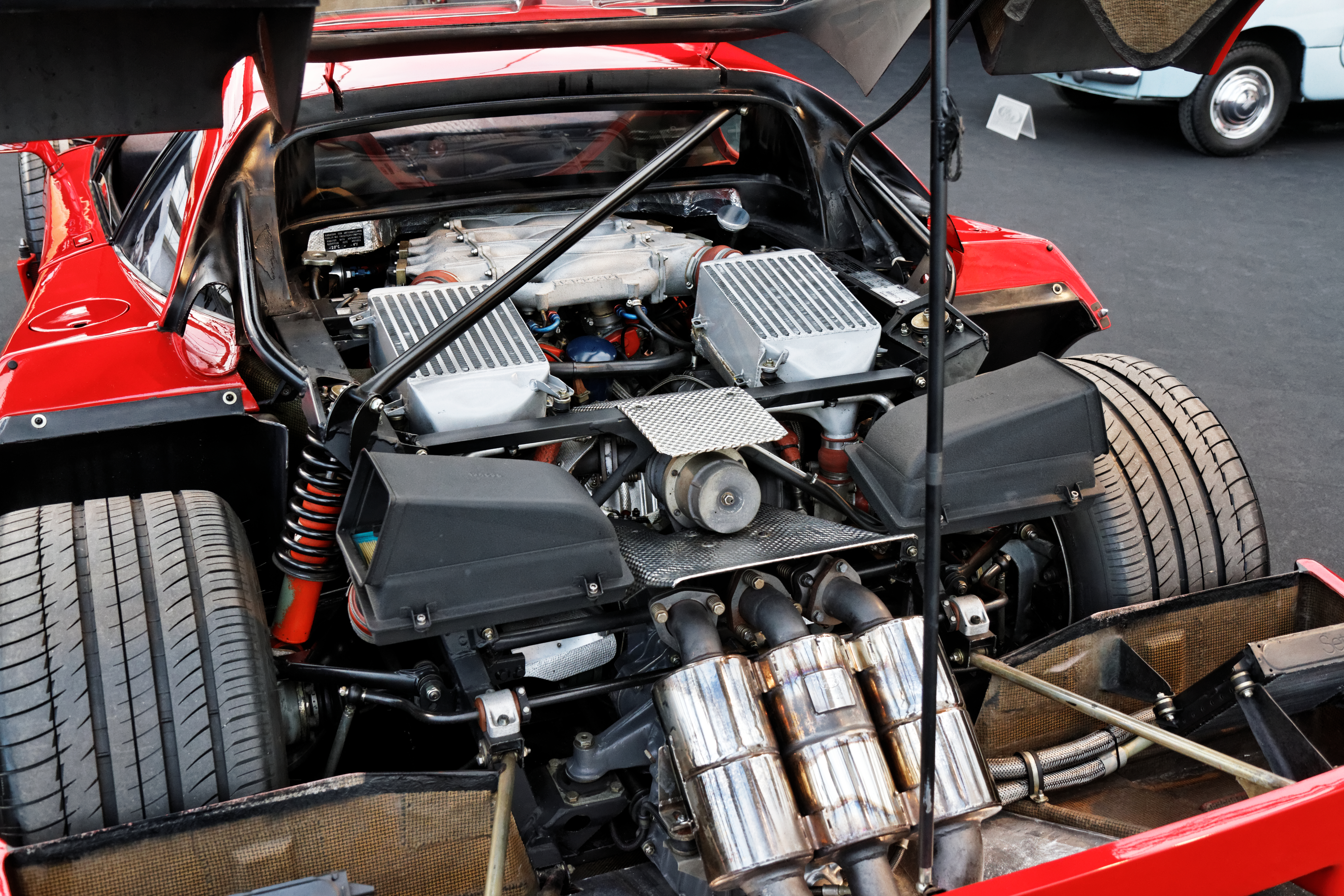
Motor des Ferrari F40

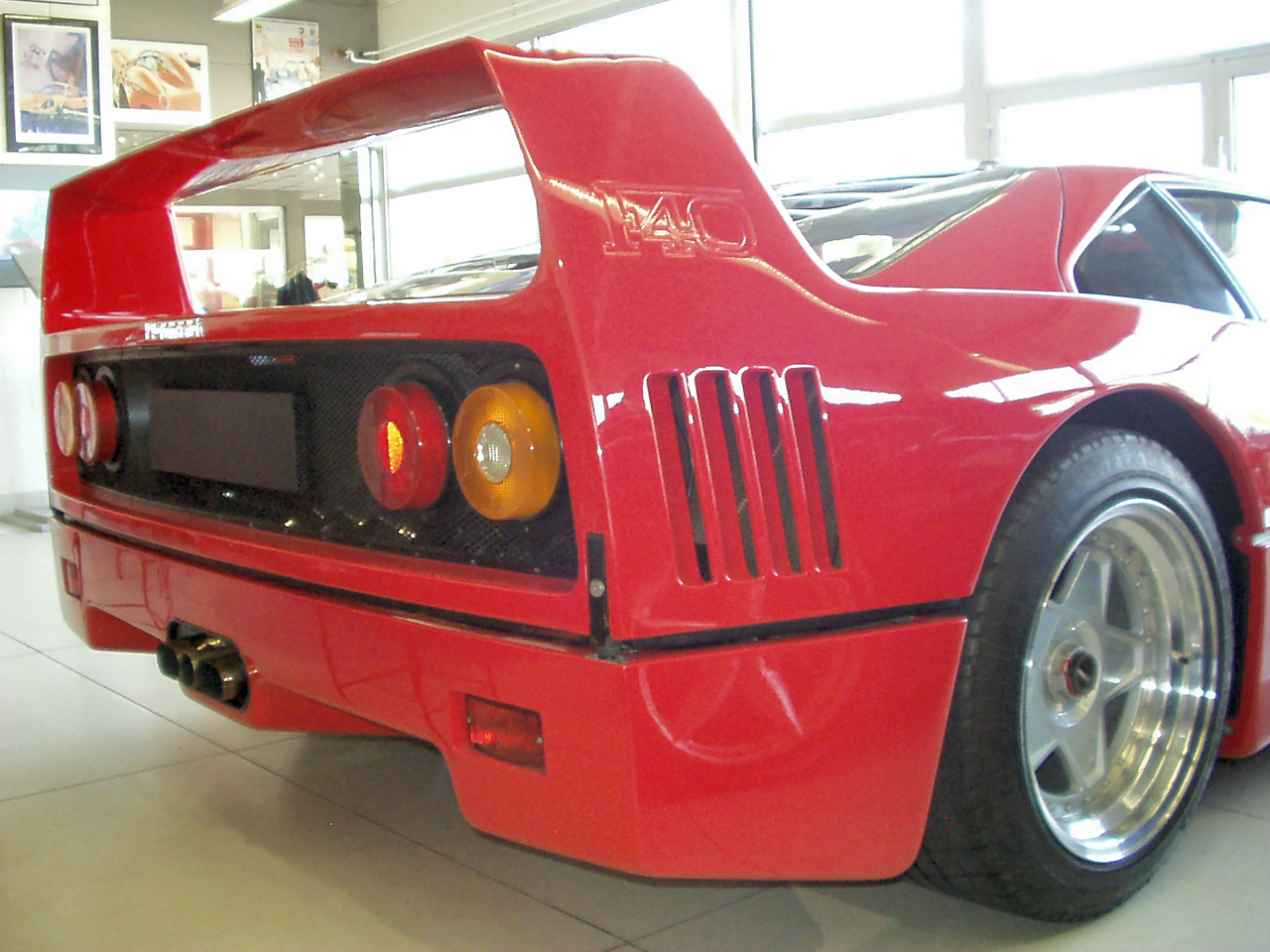
Heckflügel mit geprägtem F40-Logo

| Kenngrößen                      | Ferrari F40           |
| ------------------------------- | --------------------- |
| Motorart                        | V8-Biturbo-Ottomotor  |
| Motorbauart                     | 90° Zylinderwinkel    |
| Einbaulage                      | Mittig längs          |
| Ventile/Nockenwellen            | 4 pro Zylinder/4      |
| Hubraum (cm³)                   | 2936                  |
| Bohrung × Hub                   | 82,0 × 69,5 mm        |
| Verdichtung                     | 7,7:1                 |
| Max. Leistung (kW/PS)           | 352/478 bei 7000/min  |
| Max. Drehmoment (Nm)            | 577 bei 4000/min      |
| Kraftübertragung                |                       |
| Antrieb                         | Hinterradantrieb      |
| Getriebe                        | 5-Gang-Schaltgetriebe |
| Höchstgeschwindigkeit (km/h)    | 324                   |
| Abmessungen                     |                       |
| Länge × Breite × Höhe           | 4358 × 1970 × 1124 mm |
| Radstand                        | 2450 mm               |
| Leergewicht                     | 1254 kg               |
| Fahrleistungen                  |                       |
| Beschleunigung (0–100 km/h)     | 4,1 s                 |
| Beschleunigung (0–200 km/h)     | 11 s                  |
| Verbrauch und Emissionen        |                       |
| Verbrauch kombiniert (l/100 km) | 20,0 SP               |
| Kohlenstoffdioxid-Emissionen    | 476 g/km              |
| Tankinhalt                      | 120 l                 |
| Preis                           |                       |
| Grundpreis (Deutschland)        | 444.000 DM (1989)     |

## Bildergalerie

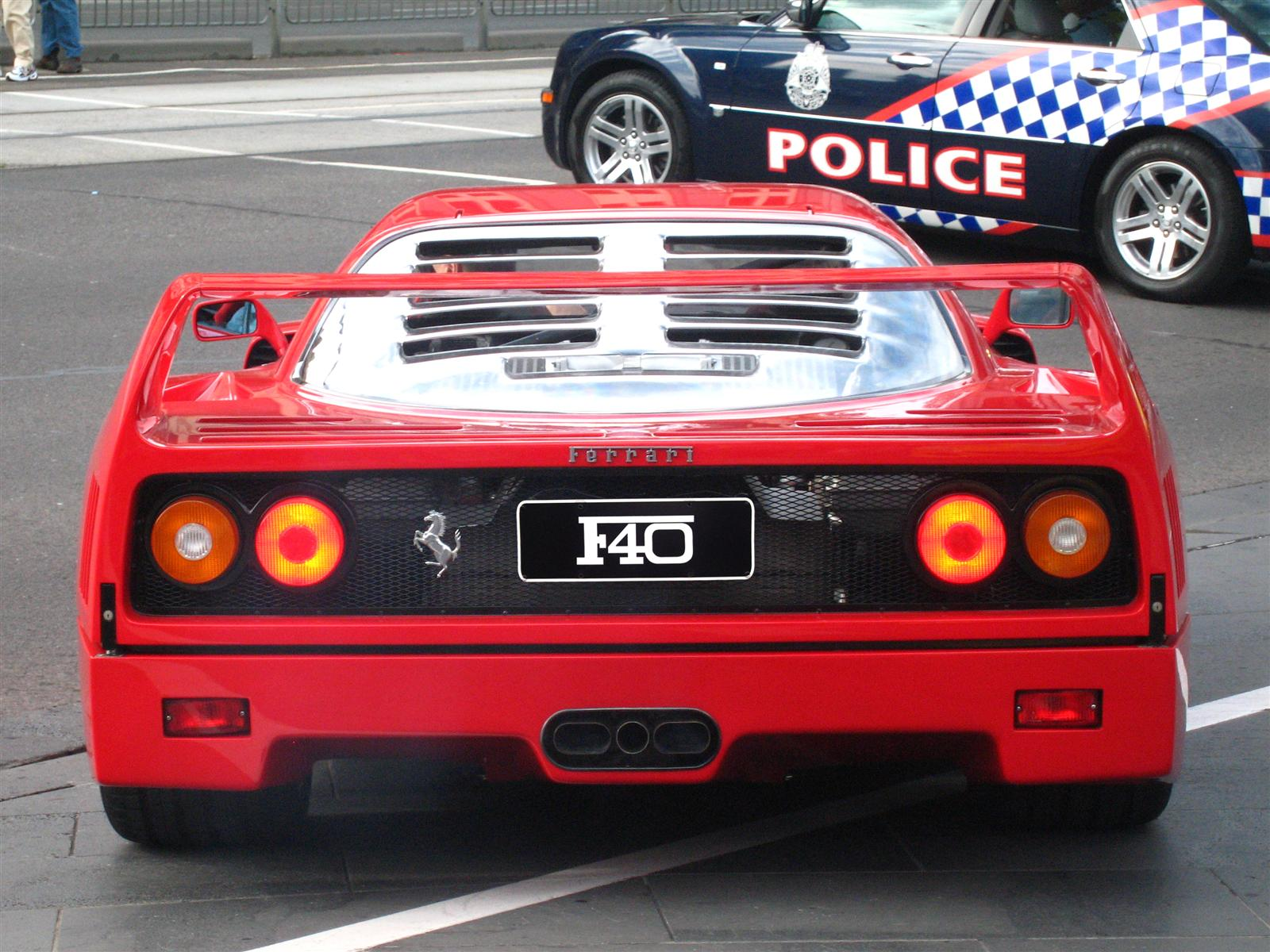
Heckansicht
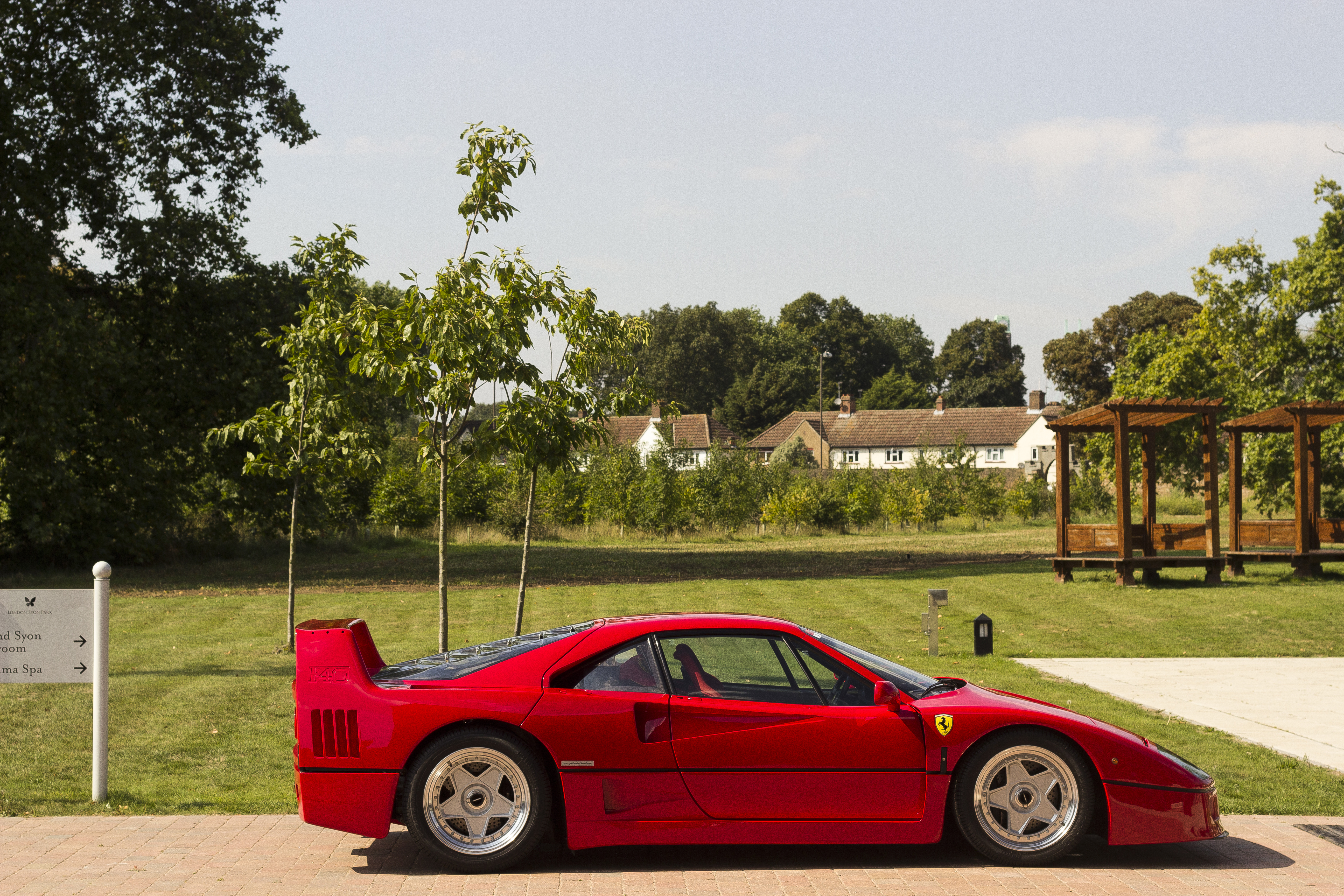
Seitenansicht
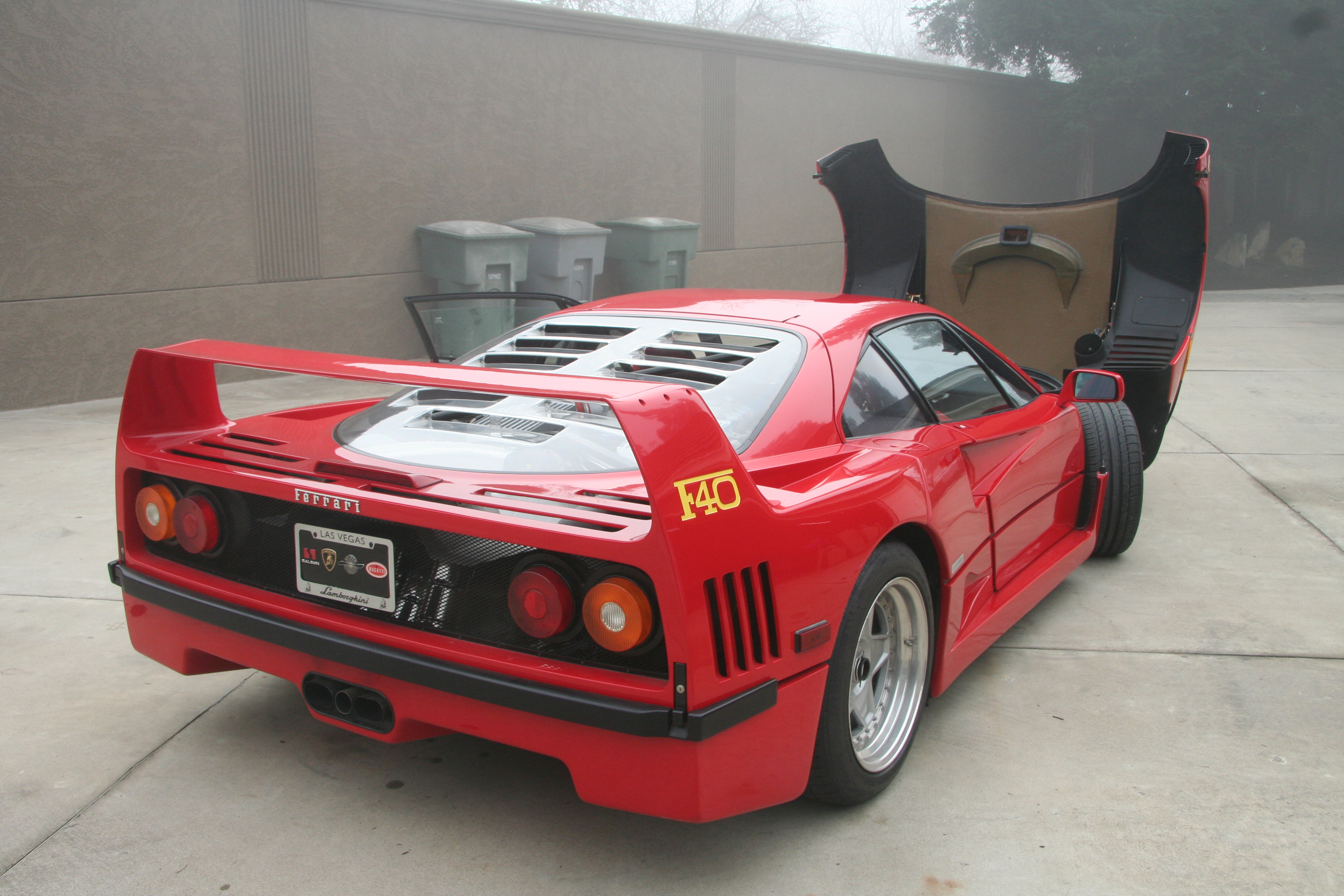
Heckflügel mit F40-Schriftzug
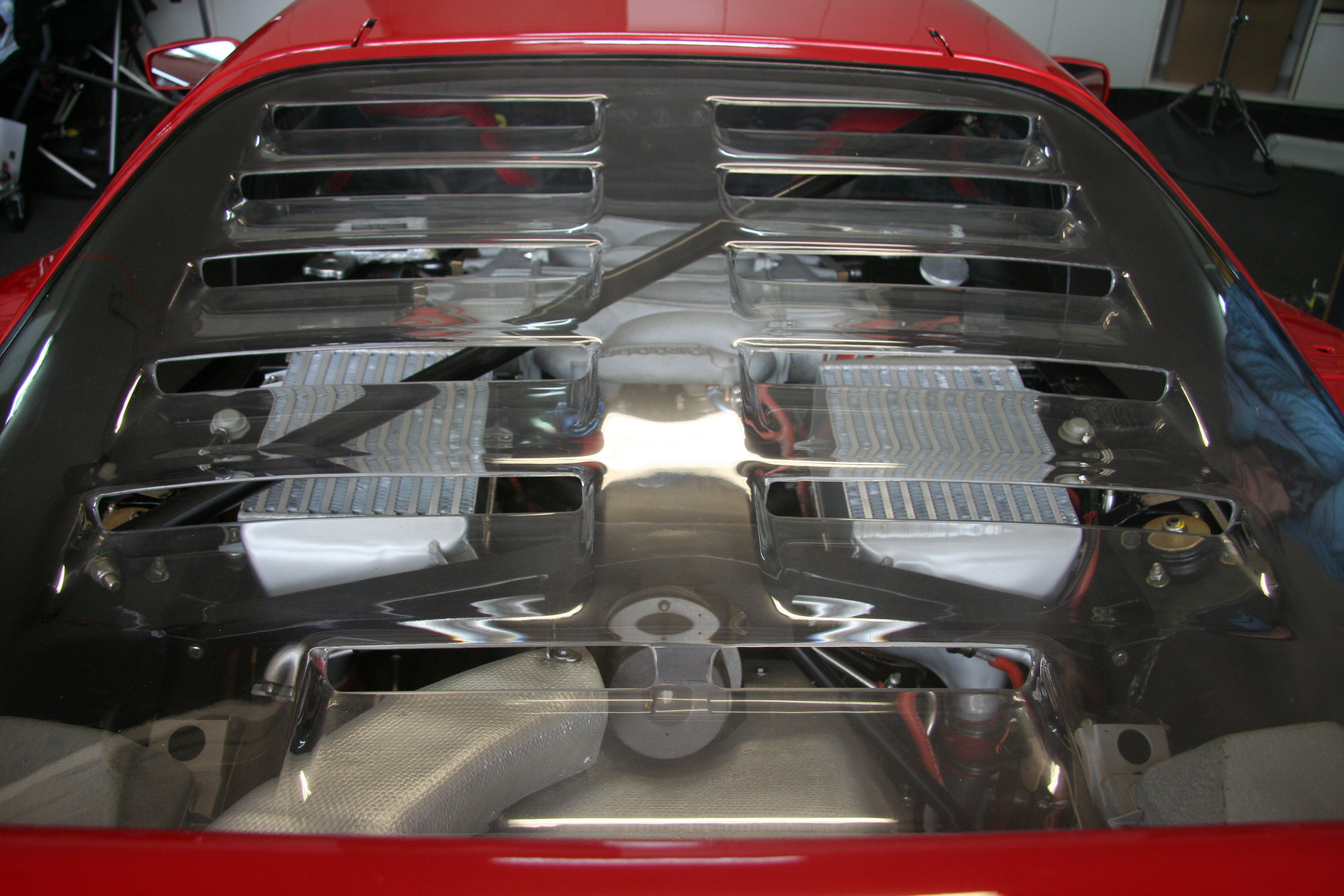
Heckfenster (aus Spritzguss-Kunststoff) als Motorhaube
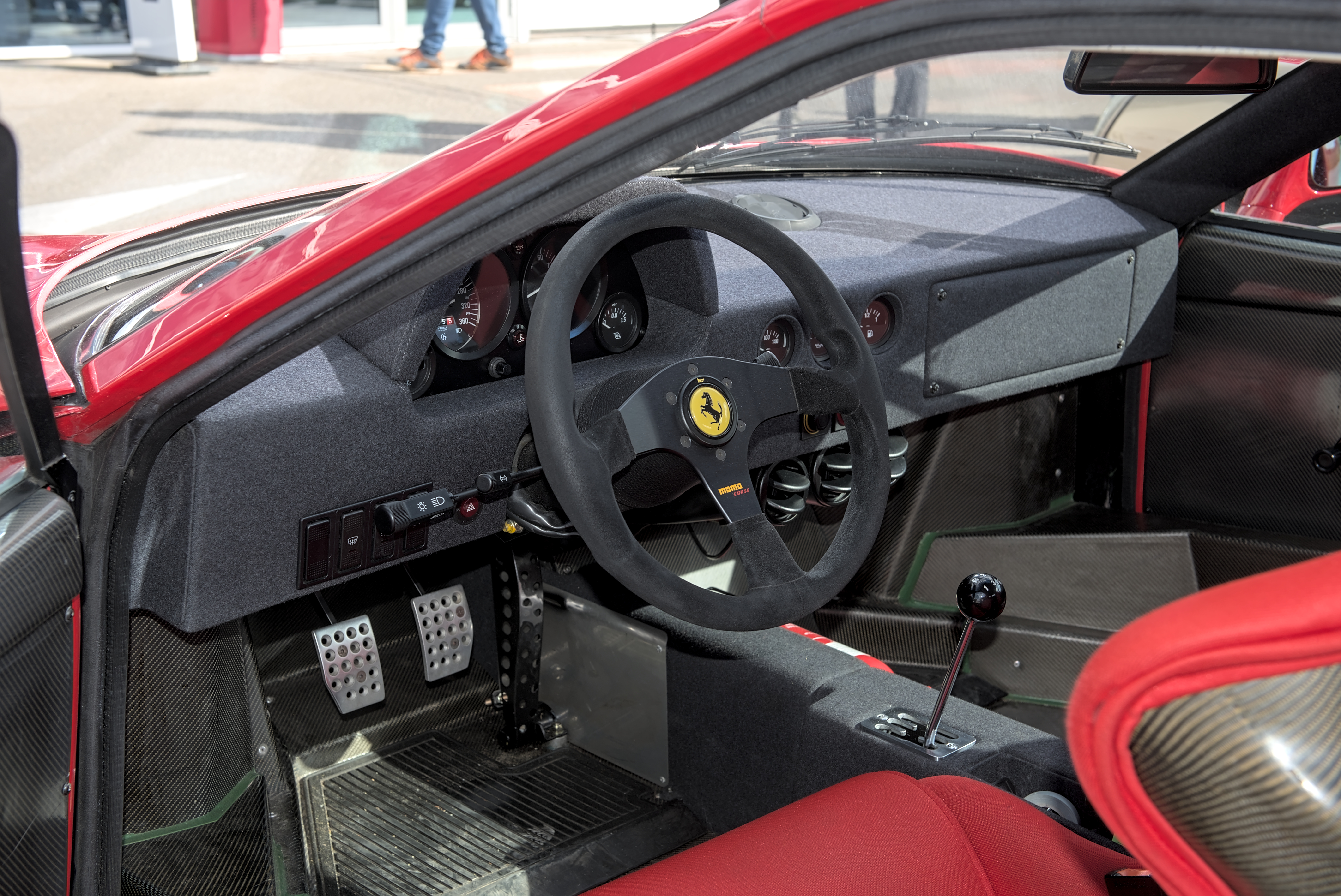
Innenraum